# My Affection
My Affection è il primo album musicale della cantante australiana Vassy, pubblicato il 26 settembre 2005.

## Tracce
1. Kick My Ass – 3:22
2. Wanna Fly – 3:32
3. Possible – 3:50
4. No Sugar for Love – 3:23
5. No Boss of Me – 3:32
6. Loverman – 3:35
7. Today – 3:47
8. Get Busy – 3:28
9. Fight It – 3:47
10. Pulsing Hips – 3:07
11. Cover You in Kisses – 3:02
12. Made in Heaven – 4:52
13. My Affection – 3:42